# Kenji Ueno

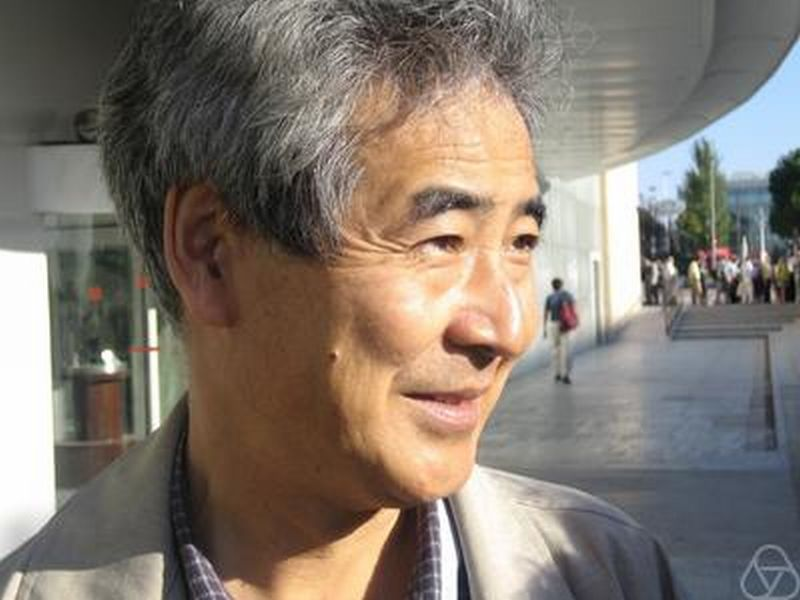
Kenji Ueno, Madrid 2006

Kenji Ueno (jap. 上野 健爾, Ueno Kenji; * 1945 in der Präfektur Kumamoto) ist ein japanischer Mathematiker, der sich mit algebraischer Geometrie befasst.
Er war in den 1970er Jahren an der Universität Tokio und von 1987 bis 2009 Professor an der Universität Kyōto und ist Professor an der Universität Yokkaichi und dort Direktor des Seki-Kowa-Instituts für Mathematik.
Ueno war unter anderem Gastwissenschaftler an den Universitäten Bonn und Mannheim in den 1970er Jahren.
Er ist Verfasser und Herausgeber einer Reihe von Büchern über Algebraische Geometrie.

## Schriften
- Algebraic Geometry, 3 Bände, American Mathematical Society 1999, 2002, 2003 (Band 1 From Algebraic Varieties to Schemes, Band 2 Sheaves and Cohomology, Band 3 Further Studies of Schemes)
- Conformal Field Theory with Gauge Symmetry, American Mathematical Society 2008
- mit Koji Shiga, Shigeyuki Morita A Mathematical Gift: the interplay between topology, functions, geometry and algebra, Band 1, 2 American Mathematical Society 2003 (aus Vorlesungen in Kyoto 1996 entstanden)
- mit Yuji Shimizu Advances in Moduli Theory, American Mathematical Society 2001
- Classification theory of algebraic varieties and compact complex manifolds, Lecture Notes in Mathematics 439, Springer Verlag 1975 (Vorlesungen in Mannheim 1972)
- Classification of algebraic varieties I, Compositio Math., Band  27, 1973, S. 277–342
- On algebraic fiber spaces of abelian varieties, Mathematische Annalen, Band 237, 1978, S. 1–22
- mit Joergen Andersen Geometric construction of modular functors from conformal field theory, J. of Knot Theory and its Ramifications, Band 16, 2007, S. 127–202